# 天徳院 (和歌山県高野町)
天徳院（てんとくいん）は、和歌山県伊都郡の高野山にある寺。金剛峯寺の南、高野山大学の西に位置する。前田利常の正室・珠姫（戒名は天徳院、徳川秀忠の二女）の菩提を弔っている。
当初は西光院といい、南側にあった西光院谷という地名にその痕跡が残る。寛永5年（1628年）に没した前検校の覚雄によって開基されており、元和8年（1622年）に逝去した珠姫の菩提寺となった際に天徳院と改称し、西光院は現在の谷上院谷に移転したと考えられている。後に桂昌院により、浅野長矩と赤穂浪士の位牌も祀られている。高野山の学侶方として、35石を領していた。また、室下に4院を置き大和国に末寺が1院あった。

## 文化財など
- 池泉回遊式庭園
  - 小堀遠州が手がけた庭園で、国の名勝に指定されている。千手院谷普門院、蓮華谷宝善院の庭園とともに高野三庭園とされる。
- 絹本著色理趣経十八会曼荼羅図
  - 奈良県指定の文化財